# Skarga pauliańska
Skarga pauliańska (także roszczenia pauliańskie, z łac. actio Pauliana) – rodzaj powództwa, którego treścią jest żądanie uznania danej czynności prawnej za bezskuteczną w stosunku do wierzyciela, którego sytuacja pogorszyła się wskutek tej czynności. 
Instytucja ta wywodzi się z prawa rzymskiego. Jej rozwój był związany z przesuwaniem odpowiedzialności dłużnika z osobistej na majątkową. W polskim prawie skargę pauliańską przewidywały m.in. uchwała wielkopolska z 1400, konstytucja sejmowa z 1506, Zwód Goryńskiego z 1540, Statuty Litewskie, czy wreszcie Kodeks zobowiązań z 1933 roku.

## Charakter skargi (art. 527–534 k.c.)
W polskim prawie cywilnym skarga pauliańska funkcjonuje na podstawie art. 527–534 k.c. Art. 527 stanowi, że: Gdy wskutek czynności prawnej dłużnika dokonanej z pokrzywdzeniem wierzycieli osoba trzecia uzyskała korzyść majątkową, każdy z wierzycieli może żądać uznania tej czynności za bezskuteczną w stosunku do niego, jeżeli dłużnik działał ze świadomością pokrzywdzenia wierzycieli, a osoba trzecia o tym wiedziała lub przy zachowaniu należytej staranności mogła się dowiedzieć. A więc do skorzystania przez wierzycieli ze skargi pauliańskiej konieczne jest spełnienie trzech podstawowych warunków:
- pokrzywdzenie wierzycieli, jeżeli wskutek czynności prawnej dłużnika osoba trzecia uzyskała korzyść majątkową,
- działanie dłużnika z zamiarem i świadomością pokrzywdzenia wierzycieli,
- wiedza lub możliwość – przy zachowaniu należytej staranności – dowiedzenia się o tym przez osobę trzecią

Przedmiotem uznania za bezskuteczne mogą być tylko czynności prawne. Może nim być także zaniechanie dokonania czynności prawnej powodującej zwiększenie majątku dłużnika lub zapobiegającej jego zmniejszeniu. Zaskarżeniu podlega tylko czynność prawna, która już została dokonana. Za jej pomocą nie można zapobiec dokonaniu przez dłużnika czynności prawnej krzywdzącej przyszłych wierzycieli.

## Przesłanki dopuszczalności powództwa pauliańskiego
- roszczenie wierzyciela musi być zaskarżalne przed sądem.
- niewypłacalność musi być spowodowana wyłącznie przez czynność prawną dłużnika.
- dłużnik działał ze świadomością pokrzywdzenia wierzycieli,
- osoba trzecia o tym wiedziała lub przy zachowaniu należytej staranności mogła się dowiedzieć.

Czynność prawna dłużnika jest dokonana z pokrzywdzeniem wierzycieli, jeżeli wskutek tej czynności dłużnik stał się:
- niewypłacalny albo
- niewypłacalny w wyższym stopniu, niż był przed dokonaniem czynności.

Jeżeli wskutek czynności prawnej dokonanej przez dłużnika z pokrzywdzeniem wierzycieli osoba trzecia uzyskała korzyść majątkową bezpłatnie, wierzyciel może żądać uznania czynności za bezskuteczną, chociażby osoba ta nie wiedziała i nawet przy zachowaniu należytej staranności nie mogła się dowiedzieć, że dłużnik działał ze świadomością pokrzywdzenia wierzycieli.
Osoba trzecia może się zwolnić od zadośćuczynienia roszczeniu wierzyciela, jeżeli:
- wskaże mu wystarczające do zaspokojenia mienie dłużnika,
- zaspokoi wierzyciela nie dopuszczając tym samym do egzekucji  z przedmiotu uzyskanego od dłużnika na podstawie czynności uznanej za względnie bezskuteczną.

## Domniemania prawne
Jeżeli wskutek czynności prawnej dłużnika dokonanej z pokrzywdzeniem wierzycieli:
- uzyskała korzyść majątkową osoba będąca w bliskim z nim stosunku – domniemywa się, że osoba ta wiedziała, iż dłużnik działał ze świadomością pokrzywdzenia wierzycieli,
- korzyść majątkową uzyskał przedsiębiorca pozostający z dłużnikiem w stałych stosunkach gospodarczych – domniemywa się, że było mu wiadome, iż dłużnik działał ze świadomością pokrzywdzenia wierzycieli.

Jeżeli w chwili darowizny dłużnik był niewypłacalny albo stał się niewypłacalny wskutek jej dokonania, domniemywa się, iż działał ze świadomością pokrzywdzenia wierzycieli.

## Pozycja procesowa stron
Zgodnie z art. 6 KC ciężar dowodu spoczywa na tym kto z faktu wywodzi skutki prawne, tak więc to wierzyciel jest zobowiązany udowodnić, że wystąpiły przesłanki uzasadniające uznanie czynności za bezskuteczną w stosunku do niego. Aby mu to jednak ułatwić, ustawa wprowadza szereg domniemań faktycznych i tak na przykład przyjmuje się, że gdy dłużnik dokonał czynności z osobą bliską lub z przedsiębiorcą pozostającym z nim w stałych kontaktach gospodarczych, to podmioty te wiedziały o fakcie jego działania ze szkodą dla wierzyciela.

## Skutki orzeczenia
W wyniku uznania przez sąd danej czynności za bezskuteczną względem wierzyciela, uzyskuje on prawo do egzekucji  z przedmiotów majątkowych osoby trzeciej, które na skutek czynności uznanej za bezskuteczną wyszły z majątku dłużnika albo do niego nie weszły. Nie budzi to wątpliwości gdy przedmioty owe są indywidualnie oznaczone, natomiast w przypadku ich oznaczenia gatunkowego lub gdy egzekucja dotyczy pieniędzy przyjmuje się w drodze wykładni funkcjonalnej, że wierzycielowi przysługuje prawo do prowadzenia egzekucji z całego majątku osoby trzeciej, z którym owe korzyści się stopiły. 
Ochrona wierzyciela, którą zapewnia skarga pauliańska, sprowadza się do uznania czynności prawnej dokonanej przez dłużnika z pokrzywdzeniem wierzycieli za bezskuteczną w stosunku do wierzyciela, który czynność zaskarżył. Oznacza to, że zaskarżona czynność zachowuje ważność, ale jest ona bezskuteczna tylko w stosunku do wierzyciela, który czynność tę zaskarżył, natomiast w stosunku do innych osób, a w szczególności między dłużnikiem a osobą trzecią, która uzyskała korzyść majątkową, oraz w stosunku do innych wierzycieli czynność pozostaje nadal skuteczna (tzw. bezskuteczność względna). Bezskutecznością może być objęta czynność prawna dłużnika tylko do maksymalnych rozmiarów wierzytelności przysługującej wierzycielowi, który czynność zaskarżył. Orzeczenie zapadłe w sprawie o uznanie czynności prawnej dokonanej z pokrzywdzeniem wierzycieli za bezskuteczną ma charakter konstytutywny.

## Instytucja skargi pauliańskiej aius ad rem(art. 59 k.c.)
Instytucją podobną do skargi pauliańskiej jest tzw. prawo do rzeczy (łac. ius ad rem), które zostało uregulowane przez art. 59 k.c. Art. ten stanowi, iż: W razie zawarcia umowy, której wykonanie czyni całkowicie lub częściowo niemożliwym zadośćuczynienie roszczeniu osoby trzeciej, osoba ta może żądać uznania umowy za bezskuteczną w stosunku do niej, jeżeli strony o jej roszczeniu wiedziały albo jeżeli umowa była nieodpłatna. Uznania umowy za bezskuteczną nie można żądać po upływie roku od jej zawarcia.
Art. 59 mówi o bezskuteczności umowy w stosunku do osoby trzeciej, przy czym bezskuteczność ta działa przeciwko wszystkim stronom umowy, wobec czego powództwo o uznanie umowy za bezskuteczną powinno być kierowane przeciwko nim. Natomiast roszczenie o uznanie za bezskuteczną czynności prawnej dłużnika dokonanej z pokrzywdzeniem wierzycieli (skarga pauliańska) przewidziane przez art. 527 powinno być dochodzone tylko przeciwko osobie, która wskutek tej czynności odniosła korzyść majątkową. Kolejną cechą odróżniającą skargę pauliańską od ius ad rem są terminy przewidziane do dochodzenia uznania czynności prawnej za bezskuteczną. W przypadku ius ad rem obowiązuje termin jednego roku od zawarcia umowy, natomiast do dochodzenia ochrony w razie niewypłacalności dłużnika (skarga pauliańska) przewidziany jest termin pięciu lat od daty czynności dokonanej z pokrzywdzeniem wierzycieli. Oprócz tego ius ad rem odnosi się tylko do umów a skarga pauliańska do czynności prawnych, ta druga instytucja obejmuje więc szerszy zakres przedmiotowy.